# Pterogonium brachypterum
Pterogonium brachypterum là một loài Rêu trong họ Leucodontaceae. Loài này được Mitt. mô tả khoa học đầu tiên năm 1865.